# Els Ports
Els Ports (in castigliano: Los Puertos de Morella) è una delle 34 comarche della Comunità Valenciana, con una popolazione di 7 721 abitanti in maggioranza di lingua valenciana; suo capoluogo è Morella.
Amministrativamente fa parte della provincia di Castellón, che comprende 8 comarche.